# Huset Anjou
Huset Anjou eller Angevin var namnet på två olika furstehus som styrt över grevskapet, senare hertigdömet Anjou.

## Det äldre huset Anjou
Hertigdömet som redan under folkvandringstiden erövrats av frankerna kom i början av 1000-talet i Gottfrid Ferréols ägo (död efter 1043). Hans sonson Fulco V av Anjou blev kung av Jerusalem. Hans son Gottfrid V av Anjou ärvde Anjou och blev stamfar för huset Plantagenet.

## Det yngre huset Anjou
Filip II August av Frankrike återerövrade i början av 1200-talet Anjou till Frankrike. Ludvig XI gav det 1246 till sin bror Karl av Anjou. Denne blev 1266 kung av Neapel och stamfar för det yngre huset av Anjou, som kom att härska mellan 1266 och 1435 i Kungariket Neapel, mellan 1308 och 1387 i Ungern och mellan 1370 och 1399 i Polen.

## Släktträd

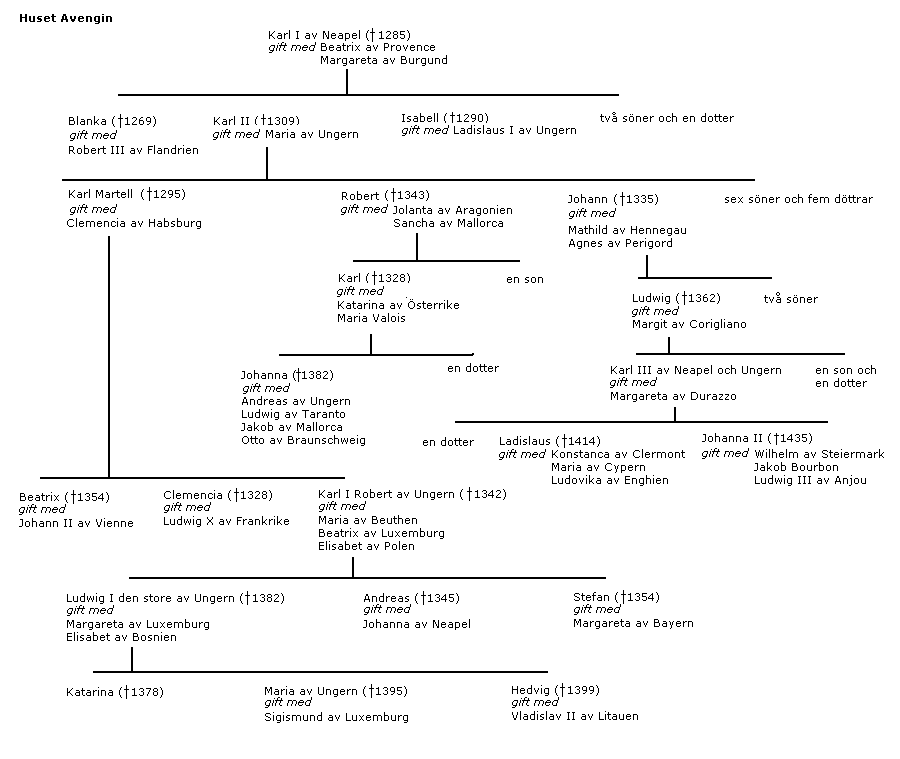
Huset Angevin (Anjou)